# Вукоман Вуле Арачић
Вукоман Вуле Арачић (Београд, 20. август 1924 — Београд, 30. октобар 1944), свршени-матурант и београдски илегалац, припадник ЈВуО.

## Биографија
Био унук генерала Вукомана Арачића, син Миливоја Арачића, инжењера, политичара и народног посланика и братанац генерала Петра Арачића. Похађао је Мушку гимназију „Краља Александра” као припадник 5. генерације ученика.
Током рата у окупираном Београду од 1941. до 1944. године бавио се илегалним, пропагандним радом као тајни припадник ЈВуО. Припадао је ЈУРАО 501-1, а марта 1944. године се налазио на обуци у Бубањ Потоку.
Маја 1944. са групом омладинаца пребацио се на Равну гору, где је у наредна три месеца похађао Школу резервних официра у Брајићима и добио чин резервног потпоручника. Након завршног испита, јула 1944. године, добио је распоред у Авалском корпусу као командир чете стациониране у оклини Гроцке.
Септембра 1944. препливавши Дунав, стигао је до манастира Војловице у близини Панчева, где је ступио у контакт са српским патријархом Гаврилом Дожићем и Владиком Николајем Велимировићем, али у безуспешном покушају њиховог ослобађања бива рањен, и од последица рањавања је умро 30. октобра 1944. године.
Сахрањен је у породичној гробници Арачића на Новом Гробљу у Београду.